# Stargate (Film)
Stargate ist ein US-amerikanischer Science-Fiction-Film des deutschen Regisseurs Roland Emmerich aus dem Jahr 1994. Die Hauptrollen spielen Kurt Russell und James Spader. Der Film startete am 9. März 1995 in den bundesdeutschen Kinos.
Im Film reisen eine Gruppe von Militärs und ein Archäologe mit Hilfe eines antiken Tores, das in Ägypten gefunden wurde, durch ein Wurmloch auf einen weit entfernten Planeten. Dort helfen sie, ein versklavtes Volk von einem falschen Gott zu befreien.
Die Geschichte des Kinofilms wird in den Fernsehserien Stargate – Kommando SG-1, Stargate Atlantis und Stargate Universe fortgeführt. Es gibt außerdem noch eine Zeichentrick-Serie namens Stargate Infinity.

## Handlung
Der Ägyptologe Dr. Daniel Jackson wird von der Fachwelt für seine Theorie, die ägyptischen Pyramiden seien erheblich älter als bisher angenommen, ausgelacht und gemieden. Er sitzt bereits ohne Lehrauftrag auf der Straße, als das US-Militär an ihn herantritt und ihn um Hilfe bittet. Jackson wird in eine geheime militärische Anlage gebracht, in der sich ein 1928 auf dem Gizeh-Plateau in Ägypten gefundenes Artefakt befindet. Wie sich bei der Übersetzung der Inschriften auf den Abdecksteinen herausstellt, handelt es sich um ein sogenanntes Stargate, offenbar ein von Außerirdischen erbautes Portal, das Reisen zu einem weiteren, in einer anderen Galaxie gelegenen Sternentor praktisch ohne Zeitverlust ermöglicht.
Bei seiner weiteren linguistischen Analyse der Abdecksteine kann Dr. Jackson weitere, bis dahin für nicht übersetzbar gehaltene Schriftzeichen als Sternenkonstellationen identifizieren, die dem Sternentor als Ausgangs- und Zieladresse dienen. Mit Hilfe dieser Adresse gelingt es, das Tor zu aktivieren und eine Verbindung zu einem Gegenstück auf einem Wüstenplaneten in dieser fremden Galaxie herzustellen.
Jackson und ein Militärteam unter dem Kommando des vom Unfalltod seines Sohnes traumatisierten Colonel Jack O’Neil werden durch das Sternentor auf eine Erkundungsmission zu dem Planeten geschickt. Für den Fall, dass sie dort eine Bedrohung entdecken, sollen sie das dortige Stargate mit einer mitgebrachten Atombombe zerstören. Bei der Kontaktaufnahme mit den Einheimischen erfährt das Team, dass das dort lebende Volk vom ägyptischen Sonnengott Ra unterdrückt und in Sklaverei gehalten wird. Wie Dr. Jackson herausfindet, war es Ra, ein Außerirdischer, der den primitiven Ägyptern der Vorzeit die Technologie und das Wissen um den Pyramidenbau und die Astronomie gab und sich zum Gott über sie erhob. Er benutzte das irdische Sternentor, um seine Minen mit Sklaven von der Erde zu versorgen – bis etwa 2000 v. Chr. die Menschen in Ägypten gegen ihn rebellierten. Sie töteten seine Aufseher und vergruben das Sternentor in der Wüste. Ra kehrte nie wieder zur Erde zurück.
Die Menschen von der Erde werden von den Einheimischen freundlich aufgenommen und freunden sich mit einigen von ihnen an. Als sie jedoch zum Sternentor zurückkehren, kommt es zu einer ersten Konfrontation mit Ra, bei der das Team gefangen genommen wird. Nachdem ihnen ihre neuen Freunde zur Flucht verholfen haben, gelingt es ihnen, eine Revolte anzuzetteln und den falschen Gott zu stürzen. Während Ra mit seinem Raumschiff in den Orbit zu flüchten versucht, können Jackson und O’Neil die Atombombe auf sein Schiff teleportieren, welche dieses samt Ra vernichtet.
Am Ende des Films fasst Dr. Jackson, der sich in Sha’uri, eine einheimische Frau, verliebt hat, den Entschluss, auf dem fremden Planeten zu bleiben. Die übrigen Mitglieder des Teams hingegen kehren zur Erde zurück.

## Ursprung
Der Autor Kai Stellmann geht davon aus, dass das Drehbuch für Stargate maßgeblich von Hansrudi Wäschers Geschichten für die Comicserie Nick beeinflusst wurde.

## Unterschiede zu den Fernsehserien
- Die Serien Stargate – Kommando SG-1, Stargate Atlantis und Stargate Universe unterscheiden sich vom Film durch viele neue Inhalte und Figuren. Im Gegensatz zum Film treten in der Serie weitere Götter der Antike als parasitär lebende Außerirdische, die die Menschen als Wirte benutzen (siehe Prä-Astronautik), in Erscheinung, darunter nicht nur ägyptische Götter, sondern auch Götter aus der asiatischen, afrikanischen, griechischen, indianischen und nahöstlichen Mythologie. Diesen stehen in der Serie die Asgard gegenüber, die als nordische Gottheiten und als Beschützer der Menschen auftreten.
- Ras Planet wird im Film nicht namentlich benannt; der Name Abydos wird erst in der Serie eingeführt und seine Position aus der fiktiven Kaliangalaxie in die Milchstraße verlegt.
- Im Film wird in der deutschen Synchronisation das Stargate von Daniel Jackson nur einmal als solches bezeichnet und im Laufe des Films dann ausschließlich Sternentor genannt. In der Serie werden die Bezeichnungen Stargate und Sternentor abwechselnd verwendet.
- Ein weiterer Unterschied liegt in der Schreibweise des Namens O’Neil. In der Serie wird er mit zwei „l“, im Film hingegen nur mit einem „l“ geschrieben.
- Das Stargate-Center befindet sich im Film unter dem fiktiven Creek Mountain, in der Serie unter dem real existierenden Cheyenne Mountain in Colorado.
- Der Name von O’Neils verstorbenem Sohn lautet Tyler, in der Serie jedoch Charlie.
- Die beiden Stargates haben im Film unterschiedliche Symbole, in der Serie hingegen sind die ersten 38 Symbole (Sternenbilder) immer die gleichen, bis auf das 39. Symbol (der Ursprungsort).
- Im Film stellt Daniel Jackson nur seine These vor, dass die Beweise für die Erbauung der Pyramiden während der ersten Dynastien gefälscht wurden und die Bauwerke älter sein müssten. Da er die wahren Erbauer aber nicht benennen kann, verhöhnt ihn ein Zuschauer mit der Erwähnung von Außerirdischen. In der Serie hingegen wird es in einigen Folgen so dargestellt, dass Jackson damals behauptet habe, die Pyramiden seien von Außerirdischen erbaut worden, und somit seine Anstellung sowie Anerkennung als Wissenschaftler verlor.

## Auszeichnungen
- 1994 wurde der Film für den Saturn Award in den Kategorien Best Science Fiction Film, Best Costumes und Best Special Effects nominiert, bekam aber nur den Award für Best Science Fiction Film. Die Auszeichnung für die besten Spezialeffekte ging hingegen an True Lies, jene für die Kostüme an Interview mit einem Vampir.
- 1995 wurde er mit dem BMI Film Music Award und der Goldenen Leinwand ausgezeichnet und bekam den Universe Reader’s Choice Award des Sci-Fi Universe Magazin für Best Science Fiction Film, Best Special Effects in a Genre Motion Picture und Best Supporting Actress in a Genre Motion Picture.
- Außerdem wurde er für den Hugo in der Kategorie Best Dramatic Presentation und den International Fantasy Film Award in der Kategorie Best Film nominiert.

## Neuverfilmung
Im Mai 2014 gab MGM in Kooperation mit Warner Bros. Pictures bekannt, dass Stargate neu verfilmt werden solle. Roland Emmerich werde auch bei der Neuauflage Regie führen. Diese sei als Auftakt einer Filmtrilogie gedacht. Dean Devlin werde erneut die Produktion übernehmen.
Im November 2016 wurde der Plan der Neuverfilmung aufgegeben. Produzent Dean Devlin erklärte in einem Interview, die Rechte am Originalfilm lägen bei zu vielen Studios, um den Film so zu drehen, dass jeder zufrieden wäre. Im Jahr 2018 wurde mit Stargate Origins eine Webserie mit 10 Episoden ausgestrahlt.

## Wissenswertes
- Für eine möglichst originalgetreue Wiedergabe der ägyptischen Sprache in den Dialogen wurde der Ägyptologe Stuart Tyson Smith engagiert.[6]
- Die Sprache, die hier benutzt wird, ist eigentlich urkoptisch bzw. Proto-Koptisch, wobei die Aussprache der einzelnen Wörter eher bezweifelt werden muss. Da die ägyptischen Hieroglyphen keine Vokale bezeichneten, ist dieser Vorgang in der vorkoptischen Zeit im einzelnen sehr schwierig nachzuverfolgen. Die Sprache wurde daher mit rekonstruierten Vokalen (je nach Land a oder e, y oder i, j zu e oder i) aufgefüllt und unterscheidet sich in Deutsch, Englisch und Ägyptischer Aussprache teilweise erheblich. Die Deutschen beziehen sich dabei auf Wolfgang Schenkel, die Engländer eher auf Egerton.
- Als Dr. Jackson die Hieroglyphen an der Wand liest, behauptet er, dass deren Sprache einfach zu lernen sei, wenn man die Vokale kennt. Vergleichbar mit dem Arabischen wurden auch in der altägyptischen Schrift die Vokale nicht niedergeschrieben, weswegen der Klang der Sprache nur schwer rekonstruierbar ist. Als er die Regeln versteht, nach denen die unterschiedlichen Vokale einzusetzen sind, ist er in der Lage, die Sprache zu verstehen und zu sprechen.
- Das allererste Design des „Stargates“ war komplett schwarz. Dies hatte jedoch Roland Emmerich nicht gefallen, da er behauptete, es sehe aus wie ein großer Autoreifen. Also wurde es silber angesprüht und etwas umgestaltet, damit es einer riesigen Wählscheibe ähnelt.[7]
- Jaye Davidsons Abneigung gegen die Aufmerksamkeit, die er nach The Crying Game (1992) erhielt, ließ ihn die Rolle von Ra nur widerwillig annehmen. Er wollte das Angebot nicht einfach ablehnen, also machte er eine, wie er erwartete, inakzeptable Forderung von einer Million Dollar. Dies wurde jedoch angenommen und er erschien.
- Der Glühende-Augen-Effekt, den Ra hat, wurde in der Postproduktion hinzugefügt, weil das Testpublikum ihn nicht als fremd genug empfand. Dieser Effekt wurde später in Stargate – Kommando SG-1 (1997) übernommen.
- James Spader gab zu, dass er in dem Film für das Geld mitgespielt hat, da er das Drehbuch als schrecklich empfand. Er sagte:

“Acting, for me, is a passion, but it’s also a job, and I’ve always approached it as such. I have a certain manual-laborist view of acting. There’s no shame in taking a film, because you need some fucking money.”

„Schauspielerei ist für mich eine Leidenschaft, aber es ist auch ein Beruf, und ich habe mich ihr immer als solcher genähert. Ich habe eine gewisse handwerkliche Auffassung von Schauspielerei. Es ist keine Schande, einen Film zu machen, weil du das verdammte Geld brauchst.“

- Die pferdeähnlichen Kreaturen auf dem Planeten waren tatsächlich echte Pferde mit über sie gelegten äußeren Gewändern. Hunde wurden für die Aufnahmen in weiter Ferne benutzt.
- Dieser Film ist das Debüt von French Stewart und Roger Tils letzter Film.
- Das Stargate ist ein System, das entwickelt wurde, um ein Wurmloch zu öffnen. Ein Wurmloch, nach den Wissenschaftlern Nathan Rosen und Albert Einstein auch „Einstein-Rosen-Brücke“ genannt, ermöglicht eine hypothetische Art des Reisens im Universum. Dem zufolge wäre ein Wurmloch in der Lage, zwei entfernte Punkte in einem wenigerdimensionalen Raum mittels eines höherdimensionalen Tunnels zu verbinden, um in kurzer Zeit von einem Punkt zum anderen zu gelangen. Das gleiche Konzept wurde in Contact und Star Trek: Deep Space Nine verwendet.[8]
- Ironisch spekuliert ein Mann in Jacksons Vortrag scherzhaft, dass Männer aus Atlantis die Pyramiden bauten. Obwohl dies falsch war, wurde Atlantis später zum Zentrum von Stargate Atlantis und die „Männer aus Atlantis“ waren entschlossen, das Stargate zu bauen.
- Djimon Hounsou, James Spader und Kurt Russell spielten später jeweils Schurken im Marvel Cinematic Universe. Hounsou spielte Korath in Guardians of the Galaxy (2014), Spader spielte Ultron in Avengers: Age of Ultron (2015), und Russell Ego in Guardians of the Galaxy Vol. 2 (2017).